# Ratpenat groc de Sierra Leone
El ratpenat groc de Sierra Leone (Scotophilus nux) és una espècie de ratpenat de la família dels vespertiliònids que es troba al Camerun, República Democràtica del Congo, Costa d'Ivori, Guinea Equatorial, Ghana, Guinea, Kenya, Libèria, Nigèria, Ruanda, Sierra Leone i Uganda.